# PGC 3675
LEDA/PGC 3675 ist eine Spiralgalaxie vom Hubble-Typ S im Sternbild Phönix am Südsternhimmel, die schätzungsweise 329 Millionen Lichtjahre von der Milchstraße entfernt ist. Im selben Himmelsareal befindet sich u. a. die Galaxie NGC 348.